# Jean Baptiste Louis Pierre

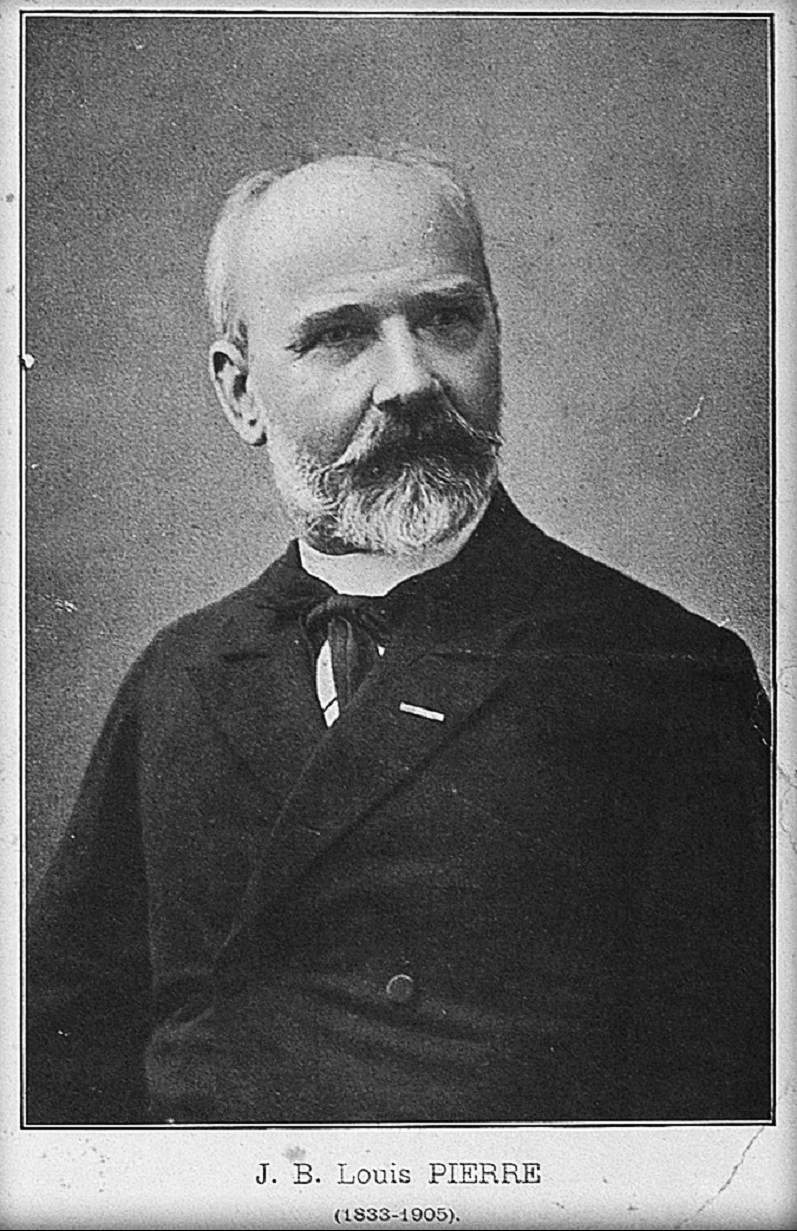
Jean Baptiste Louis Pierre

Jean Baptiste Louis Pierre (* 23. Oktober 1833 in Champborne, Gemeinde Saint-André, Réunion; † 30. Oktober 1905 in Paris) war ein französischer Botaniker, bekannt für seine Asienstudien. Sein offizielles botanisches Autorenkürzel lautet „Pierre“.

## Leben und Wirken
Sein Vater hatte eine Kaffee- und Zuckerplantage auf Réunion. Louis Pierre wurde 1851 zur Fortsetzung seiner Ausbildung nach Paris gesandt und studierte Medizin, ab 1855 in Straßburg. Nachdem ein Taifun die Plantage zerstört hatte, musste er sein Studium aus finanziellen Gründen abbrechen. 
1861 fand er bei Thomas Anderson, dem Direktor des Botanischen Gartens Kalkutta, eine unbezahlte Stelle für vier Jahre. 
Er wollte in einer französischen Kolonie leben. Am 18. Juli 1865 wurde er Mitglied des Comité agricole et industriel von Cochinchina und übernahm die Direktion des Jardin botanique et zoologique de Saigon in Ho-Chi-Minh-Stadt (als Nachfolger des ersten provisorischen Vorstehers Germain). Die technische Leitung hatten neben ihm ein europäischer Obergärtner mit Gehilfe. Das übrige Personal bestand aus Annamiten. Pierre klassifizierte das 5000 Spezies umfassende Herbarium und organisierte zahlreiche Expeditionen ins Innere des Landes und in das benachbarte Kambodscha und Siam (Thailand). Besuch erhielt er von Otto Kuntze.
1877 zog er wieder nach Paris, wo er an seiner Waldflora arbeitete, die aus 400 großen Folio-Platten besteht. Auf der Weltausstellung Paris 1878 repräsentierte er die Kolonie Cochinchina und erhielt für eine dargestellte Holzsammlung eine Goldmedaille. Für seine Arbeit in Saigon wurde er 1878 zum Chevalier de la Legion d’Honneur ernannt. Er schrieb Monographien über Gattungen, darunter Garcinia und Clitandra. Als Professor am Collège des Stagiaires hatte J.B.L. Pierre den Spitznamen „Petrus Botanico“.

## Ehrungen
Nach ihm benannt sind die Pflanzengattungen Petrusia Baill. aus der Familie der Jochblattgewächse (Zygophyllaceae), Pierranthus Bonati aus der Familie der Linderniaceae, Pierrea Hance aus der Familie der Weidengewächse (Salicaceae), Pierreocarpus Ridl. ex Symington aus der Familie der Flügelfruchtgewächse (Dipterocarpaceae), Pierreodendron Engl. aus der Familie der Bittereschengewächse (Simaroubaceae), Pierrina Engl. aus der Familie der Topffruchtbaumgewächse (Lecythidaceae) und Poga oleosa Pierre aus der Familie der Anisophylleaceae.
Noch 1953 war in Saigon die Rue Pierre nach ihm benannt.

## Veröffentlichungen
- Flore forestière de la Cochinchine
- Flore général de l'Indo-Chine
- Mission nach den indo-chinesischen Ländern zum Studium der Reis-Kultur, 1869